# I. e. 79
Évszázadok: i. e. 2. század – i. e. 1. század – 1. század
Évtizedek: i. e. 120-as évek – i. e. 110-es évek – i. e. 100-as évek – i. e. 90-es évek – i. e. 80-as évek – i. e. 70-es évek – i. e. 60-as évek – i. e. 50-es évek – i. e. 40-es évek – i. e. 30-as évek – i. e. 20-as évek
Évek: i. e. 84 – i. e. 83 – i. e. 82 – i. e. 81 –  i. e. 80 – i. e. 79 –  i. e. 78 – i. e. 77 – i. e. 76 – i. e. 75 – i. e. 74

## Események

### Róma
- Appius Claudius Pulchert és Publius Servilius Vatiát választják consulnak.
- Miután befejezte reformjait, Sulla lemond a dictatori címről és a hatalmat a konzervatív szenátori oligarchiára hagyja. Magánemberként visszavonul Cumaebe, ahol hamarosan meghal.
- A sertoriusi háborúban Quintus Caecilius Metellus Pius veszi át a római erők irányítását. M. Domitius Calvinus, Hispania Citerior kormányzója a megsegítésére indul, de Sertorius quaestora, Lucius Hirtuleius egy szűk hágónál elállja az útját és legyőzi. Metellus - nem tudva a vereségről - Calvinus megsegítésére küldi legatusát, L. Thorius Balbust, akit Sertorius futamít meg a seregével. Sertorius gerillataktikával zaklatja a létszámfölényben levő állami római sereget; Metellus erődök építésével próbálja kiszorítani őt Dél-Lusitaniából.
- Cicero görögországi és kis-ázsiai útra indul hogy a görög szónokoktól tanuljon (és állítólag azért, mert egyik protezsáltjának megvádolásával kivívta Sulla haragját).

### Egyiptom
- XII. Ptolemaiosz feleségül veszi V. Kleopátrát (testvérét vagy unokatestvérét).

## Fordítás
- Ez a szócikk részben vagy egészben  a(z)   79 av. J.-C. című francia Wikipédia-szócikk ezen változatának fordításán alapul.  Az eredeti cikk szerkesztőit annak laptörténete sorolja fel. Ez a jelzés csupán a megfogalmazás eredetét és a szerzői jogokat jelzi, nem szolgál a cikkben szereplő információk forrásmegjelöléseként.